# Thierry Burkart

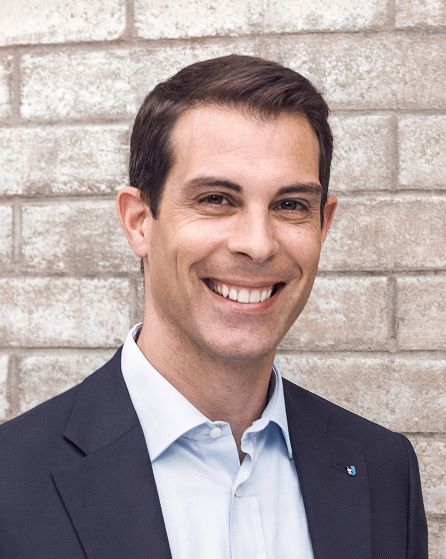
Thierry Burkart (2018)

Thierry Burkart (* 21. August 1975 in Baden AG; heimatberechtigt in Baden und Mühlau) ist ein Schweizer Politiker (FDP.Die Liberalen) und Rechtsanwalt. Seit 2021 ist er Parteipräsident.

## Leben
Thierry Burkart ist in Obersiggenthal aufgewachsen, wohnte von 2001 bis 2021 in Baden und lebt heute in Lengnau AG. In der Schweizer Armee ist er Hauptmann bei der Militärjustiz. Er hat in St. Gallen und Lausanne studiert und 2010 das Anwaltspatent erworben. Burkart ist Konsulent bei der Anwaltskanzlei Kellerhals Carrard. Er ist Mitglied verschiedener Verwaltungsräte und war zwischen 2015 und 2020 Vizepräsident des Touring Club Schweiz. Seit Mai 2023 ist er Mitglied des Stiftungsrats der FSD (Fondation suisse de déminage).

## Politische Laufbahn

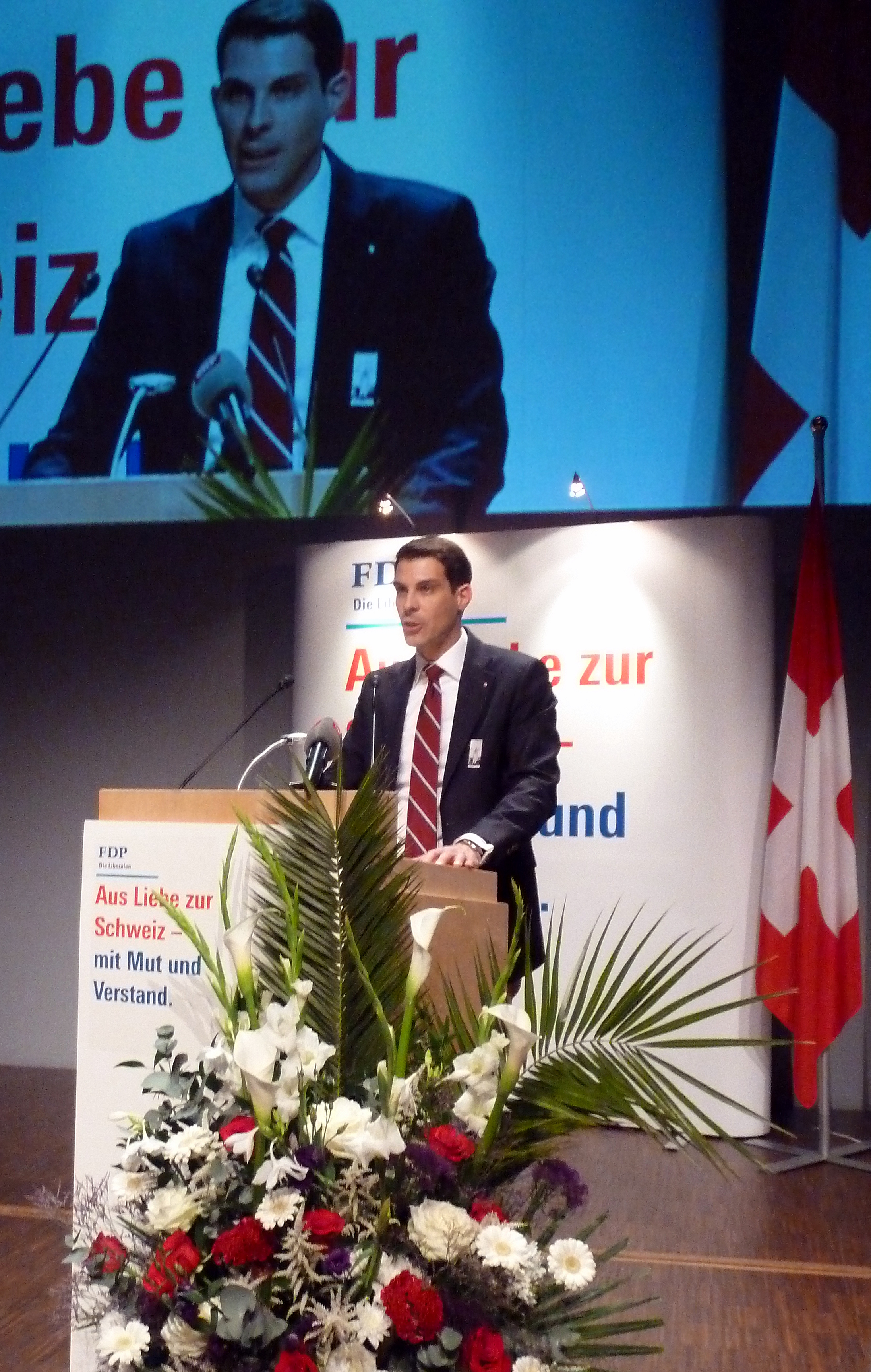
Thierry Burkart eröffnet die DV der FDP.Die Liberalen in Baden, 2013

1999 bis 2003 war Burkart Präsident der Jungfreisinnigen Aargau. 2001 wurde er in den Grossen Rat des Kantons Aargau gewählt, den er 2014 präsidierte und dem er bis 2015 angehörte. Von 2004 bis 2010 war er Vizepräsident und von 2010 bis 2013 Präsident der FDP.Die Liberalen Aargau. Burkart wurde bei den Parlamentswahlen 2015 mit dem zweitbesten Resultat auf der FDP-Liste in den Nationalrat gewählt. Seither ist er Mitglied des Büros des Nationalrats, der Kommission für Verkehr und Fernmeldewesen (KFV) und der NEAT-Aufsichtsdelegation. Seit März 2018 gehört er dem Vorstand der FDP.Die Liberalen Schweiz an.
Am 29. November 2018 haben die Delegierten der FDP Aargau Burkart für die Ständeratswahl vom 20. Oktober 2019 nominiert. Er setzte sich dabei mit grosser Mehrheit gegen Nationalrat Matthias Jauslin durch. Im ersten Wahlgang vom 20. Oktober 2019 erreichte Burkart vor Hansjörg Knecht und Cédric Wermuth den ersten Platz, verpasste aber das absolute Mehr. Am 24. November wurde er im zweiten Wahlgang mit deutlichem Vorsprung auf den zweitplatzierten Knecht in den Ständerat gewählt. In den Ständeratswahlen 2023 wurde er im ersten Wahlgang bestätigt.
Im August 2021 gab Burkart bekannt, dass er für die Nachfolge von Petra Gössi als FDP-Parteipräsident kandidiert. Er trat als einziger Kandidat in das Rennen und wurde an der FDP-Delegiertenversammlung vom 2. Oktober 2021 mit 296 zu 3 Stimmen gewählt. Per Oktober 2025 tritt er zurück.

## Politisches Profil
Burkart politisiert in der FDP am rechten Rand. Er selbst bezeichnet sich als «konsequent bürgerlich» und nennt als politische Schwerpunkte die Verkehrspolitik sowie die Wirtschafts- und Strukturpolitik. Weiter gehört die Sicherheitspolitik zu einem seiner wichtigsten politischen Interessen.
Burkart gehörte von 2011 bis 2015 dem Stiftungsrat der Aargauischen Stiftung für Freiheit und Verantwortung in Politik und Wirtschaft an. 2008 wurde er Vizepräsident von Perspective CH, einer Bewegung, die sich gemäss eigenen Angaben für «Weltoffenheit und Souveränität» einsetzt. Von 2011 bis 2020 war er Präsident der Sektion Aargau des Touring Club Schweiz (TCS) und von 2012 bis 2020 Vizepräsident des gesamtschweizerischen TCS. Von 2013 bis 2016 war er Präsident von Swiss eMobility (Schweizerischer Elektromobilitätsverband). Er setzte sich für den schnelleren Ausbau der Autobahn A1 auf sechs Spuren und das Agglomerationsprogramm Aargau Ost mit zahlreichen Verkehrsprojekten ein. Burkart hat verschiedene Vorstösse durchs Parlament gebracht (u. a. zum Rechtsvorbeifahren auf Autobahnen und Autostrassen). Für Aufsehen hat seine Motion «Mehr Gestaltungsfreiheit bei Arbeit im Homeoffice» geführt. Seit 2020 ist er Zentralpräsident des Schweizerischen Nutzfahrzeugverbands (ASTAG), er folgte auf Adrian Amstutz.
Sicherheitspolitisch tritt er für eine modern ausgerüstete Milizarmee ein und fordert neue Kampfflugzeuge für die Schweizer Luftwaffe. Im August 2021 wurde er zum Präsidenten der neuen sicherheitspolitischen Gruppierung Allianz Sicherheit Schweiz gewählt. Diese bürgerlich geprägte Organisation versteht sich als Gegenpol zur armeekritischen GSOA.
Burkart hat sich im Februar 2019 in der Energie- und Klimapolitik gegen strengere Vorschriften und gegen eine Abgabe für Flugtickets ausgesprochen.
Seit dem Beginn des russischen Überfalls auf die Ukraine im Februar 2022 fordert Burkart eine engere Partnerschaft mit der NATO.
Er schrieb in einem NZZ-Gastbeitrag, «Die Sicht der Schweiz als sich autonom verteidigender Igel» sei «nicht mehr adäquat für die europäischen Konfliktszenarien des 21. Jahrhunderts.» Die Schweiz solle enger mit der NATO zusammenarbeiten. Sie solle sich gegen die Bedrohung durch Mittel- und Langstreckenraketen im Verbund mit der NATO wappnen. Er nannte Finnland und Schweden Vorbilder in der Interoperabilität mit der NATO. Einen NATO-Beitritt lehnt Burkart aber ab.
Parteiintern nahm er das schlechte Wahlresultat seiner Partei vom Jahr 2023 zum Anlass, die Parteistrukturen neu zu organisieren, die Kampagnenfähigkeit zu verbessern und in Themen wie Asyl-Migration und Bildung neue Schwerpunkte zu setzen. Anders als seine Vorgängerin im Parteipräsidium, Petra Gössi, setzte er auf ein kantiges Profil seiner Partei, sowie auf klare Botschaften. Das fand nicht überall Anklang. Sein Stil wurde als zu forsch und rau kritisiert.